# Сам я — вятский уроженец
«Сам я — вя́тский уроже́нец» — российская кинокомедия-лубок 1992 года по мотивам повести Владимира Крупина «Живая вода».

## Сюжет
В своей деревне Александр Кирпиков пользуется уважением, поскольку имеет мерина. За вспаханный огород или перевозку груза берёт с односельчан водку — здесь любят изрядно выпить. Но однажды его организм даёт сбой, и он решает бросить пить… Поскандалив с женой, он прячется в погребе и случайно открывает источник «живой воды». Воду из неведомого источника исследуют и в лаборатории и испытывают на коне — она может не только избавить от всякого желания выпить, но и в каждом пробудить мужскую силу.
Вокруг источника быстро возникает ажиотаж и коммерческая деятельность: строятся планы по поставкам воды по стране и даже за рубеж. Но есть и «оппозиция» — противники того, чтобы не пить («Пили, пьём и будем пить!»).
Попытки найти рядом ещё один такой источник приводят к неожиданному результату — начинает бить фонтан чистейшего спирта. Однако это длится недолго — от удара молнии он воспламеняется и сгорает…

## В ролях
- Михаил Ульянов — Александр Иванович Кирпиков
- Мария Виноградова — Варвара
- Евгений Лебедев — Леонтий Диляров
- Елена Королёва — Дуся
- Валерий Прохоров — Афоня
- Сергей Гармаш — Вася Зюкин
- Тамара Совчи — Лариса
- Лариса Бородина — Рая
- Наталья Бубнихина — Вера
- Иветта Ломоносова — Тася
- Галина Журавлёва — Оксана
- Алла Кашина — Физа Львовна
- Татьяна Белая — Агура
- Леонид Балуев — Николай
- Владимир Петропавловский — баянист
- Артём Казачян — Санька Кирпиков в детстве
- Валерий Поздняков — мужик
- Игорь Белозёров — чёрт
- Григорий Лифанов — чёрт
- Сергей Фёдоров — чёрт

## Съёмки
Натура для фильма была выбрана в селе Сидоровское Костромской области и селе Густомесово, неподалёку. Для массовых сцен активно привлекались местные жители. Съёмки продолжались чуть больше месяца. Киногруппа жила в гостинице в соседнем Волгореченске.